# 鞍海月
鞍海月（学名：Placuna ephippium），是莺蛤目云母蛤科云母蛤属的一种。主要分布于南海、印度尼西亚、中国大陆，常栖息在潮间带至潮下带水深10米、泥砂或珊瑚礁浅海表面。